# Anton Suske
Anton Suske (1741–1809) byl sochař a dřevořezbář tvořící v Mimoni.
Pocházel z rodiny průmyslových sochařů, čemuž se věnovali jak jeho otec, tak bratr. Anton ovšem zvolil uměleckou tvorbu. Roku 1787 vytvořil rokokovou kazatelnu pro kostel svaté Heleny v Krásném Lese na Frýdlantsku. Vyzdobil ji andílky spolu s reliéfem Dobrého Pastýře. Suske je také autorem sousoší Getsemanské zahrady z roku 1805, které se nachází v Mimoni. Pro kostel svatého Petra a Pavla v tomtéž městě vyřezal i betlém. Výtvor však shořel roku 1806 během požáru města, jemuž nezůstal ušetřen ani zdejší kostel. Suskemu se navíc připisuje také vytvoření klasicistní křtitelnice se skulpturou Křtu Páně pro kostel svatého Jošta v Dolních Pertolticích.